# Giorgio Montefoschi
Giorgio Montefoschi (Roma, 2 luglio 1946) è uno scrittore, critico letterario e traduttore italiano.

## Biografia
Laureato in Lettere presso l'Università degli Studi di Roma "La Sapienza" con una tesi sulla scrittrice Elsa Morante, pubblica il suo primo romanzo Ginevra nel 1974. Da allora è presente in diverse interviste e inchieste di riviste letterarie sull'arte del romanzo e più in generale sulla narrativa (per esempio in diversi numeri di "Nuovi Argomenti"). Ha frequentato Achille Campanile e Alberto Moravia. Ha collaborato al "Corriere della Sera" e al programma TV Mixer cultura, scritto con Giovanni Minoli e Aldo Bruno.
I suoi romanzi sono spesso ambientati per le strade e negli ambienti della borghesia di Roma.
Nel 1984, con La terza donna, è finalista del Premio Selezione Campiello e nel 1985 del Premio Bergamo, mentre nel 1991 viene nuovamente incluso nella cinquina finale del Premio Campiello con Il volto nascosto. Nel 1994 è vincitore del Premio Strega con il romanzo La casa del padre . Nel 1999, si aggiudica il Premio Fregene e il Premio Nazionale Rhegium Julii con Non desiderare la donna d’altri; nel 2004, il Premio Mondello con La sposa; nel 2009 il Premio letterario Elba -  Raffaello Brignetti con Le due ragazze con gli occhi verdi.

## Opere

### Romanzi
- Ginevra, Rizzoli, Milano 1974; Mondadori, Milano 1997; La Nave di Teseo, Milano 2019.
- Il museo africano, Rizzoli, Milano 1976; Mondadori, Milano 1998; La Nave di Teseo, Milano 2019.
- L'amore borghese , Rizzoli, Milano 1978; Mondadori, Milano 1998; La Nave di Teseo, Milano 2020.
- La felicità coniugale, Rizzoli, Milano 1982; Liguori, Napoli 1987; BUR, Milano 1988.
- La terza donna, Garzanti, Milano 1984; TEA, Milano 2000.
- Lo sguardo del cacciatore, Rizzoli, Milano 1987; BUR, Milano 2003.
- Il volto nascosto, Bompiani, Milano 1991.
- La casa del padre, Bompiani, Milano 1994.
- Il volo: romanzo, Mondadori, Milano 1997.
- Non desiderare la donna d'altri, Rizzoli, Milano 1999.
- Il segreto dell'estrema felicità, Rizzoli, Milano 2001.
- La sposa, Rizzoli, Milano 2003.
- L'idea di perderti, Rizzoli, Milano 2006.
- Le due ragazze con gli occhi verdi, Rizzoli, Milano 2009.
- Eva, Rizzoli, Milano 2011.
- La fragile bellezza del giorno, Bompiani, Milano 2014.
- Il corpo, Mondadori, Milano 2017.
- Desiderio, La nave di Teseo, Milano, 2020.
- Dell'anima non mi importa, La nave di Teseo, Milano, 2022.
- Un'indicibile tenerezza, La nave di Teseo, Milano, 2024.

### Libri di viaggio e saggistica
- La porta di Damasco, Bompiani, Milano 1992
- Quando leggere è un piacere. Passione e sentimento amoroso nei grandi libri, Rizzoli, Milano 2000
- Dove comincia l'Oriente, Guanda, Parma 2003
- Il buio dell'India, Guanda, Milano 2016

### Fiabe
- La bella Geltrude sola e pensierosa, Lisciani & Zampetti, Teramo 1978; Giunti junior, Firenze 2002

### Traduzioni
- Frank Kermode, Il senso della fine: studi sulla teoria del romanzo, Rizzoli, Milano 1972
- Evan Hunter, L'estate scorsa, Rizzoli, Milano 1974
- Arthur Koestler, Le squillo: una tragicommedia con un Prologo e un Epilogo, Rizzoli, Milano 1975

### Introduzioni e prefazioni
- Platone, Apologia di Socrate - Critone, BUR, Milano 2002
- John Updike, Coppie, BUR, Milano 2002; Guanda, Parma 2010
- Thomas Hardy, Due sulla torre, Fazi, Roma 2003
- Mario Soldati, Nuovi racconti del maresciallo, RCS Quotidiani, Milano 2003
- Edgar Lee Masters, Antologia di Spoon River, RCS Quotidiani, Milano 2004
- Plutarco, Vite parallele: Alessandro, Cesare, BUR, Milano 2004
- Thomas Mann, La montagna incantata, TEA, Milano 2005; Corbaccio, Milano 2011
- Gandhi, Teoria e pratica della non-violenza, RCS Quotidiani, Milano 2010
- Isaac Bashevis Singer, La famiglia Moskat, Longanesi, Milano 2010